# Motorstorm: Arctic Edge
Motorstorm Arctic Edge är ett TV-spel till konsolerna PSP och Playstation 2. Det är det tredje spelet i serien och utspelar sig i Alaska. Till skillnad från de senaste spelen så utvecklas detta av Bigbig Studios som också gjort Pursuit Force-serien. I PSP-versionen av spelet så kan man spela mot upp till 5 andra spelare via internet eller via Ad-Hoc-läget. Playstation 2-versionen tillåter dock bara att man kan köra 4 spelare via split screen. Spelet lanserades mellan september och november 2009.

## Gameplay
Den stora MotorStorm-festivalen har flyttat sig på nytt, från den tropiska söderhavsön i Pacific Rift, till det arktiska landskapet i Alaska, i utkanten av polcirkeln. Till skillnad från tidigare spel i serien så kommer spelaren tävla mot endast upp till 10 racerförare i varje lopp. Spelet har nya fordonsklasser och en ny funktion för att utforma sitt eget fordon. De olika fordonsklasserna är; motorcyklar, fyrhjulingar, buggies, snöskotrar, snowpluggers, rallybilar, snövesslor och långtradare. Spelet inkluderar nya hinder, bland annat laviner som kan utlösas av fordonsexplosioner eller om man tutar. Då orsakas ett stort snöskred som dundrar fram längs racerbanan och krossar andra motståndare, inklusive spelaren, oavsett vilket fordon man kör. I vissa banor så finns det isbroar, som endast lätta fordon kan komma över. Bron förstörs om ett tungt fordon kör på den.

## Banor
Motorstorm: Artic Edge innehåller 12 st banor. Alla kommer att gå att köra framåt och bakåt. Namnen på banorna är:
- Gold Rush
- Log Jam
- Mudbowl
- Widow Maker
- Eagle Falls
- Wolfpack Mountain
- Ascension
- Auguta Glacier
- The Chasm
- Northern Face
- Snowgod Canyon
- Vertigo

## Soundtrack
Spelets soundtrack består av följande låtar:
- Blood Red Shoes - "I Wish I Was Someone Better"
- BodyRockers - "Round And Round (Switch Remix)"
- Bullet For My Valentine - "Disappear"
- Does It Offend You, Yeah? - "We Are Rockstars (Kissy Sell Out Remix)"
- Evil Nine - "Twist The Knife feat. Emily Breeze"
- Fake Blood - "Blood Splashing (Fake Blood Theme)"
- Mink - "Get It Right"
- Motörhead - "Runaround Man"
- Overseer - "Hammerhead"
- Pendulum - "Propane Nightmares (Celldweller Remix)"
- Queens of the Stone Age - "Go With The Flow"
- Radiohead - "Electioneering"
- Subfocus - "Timewarp"
- The Bodysnatchers - "Club Beat Internationale (Arctic Edge Edit)"
- The Bronx - "Digital Leash"
- The Chemical Brothers - "Hey Boy Hey Girl (Soulwax Remix)"
- The Exploders - "Straight Ahead"
- The Hives - "Tick Tick Boom"
- The Prodigy - "Omen"
- The Qemists - "Lost Weekend"